# هفت تن ادینبرو
هفت تن ادینبرو (انگلیسی: Edinburgh Seven) نام نخستین گروه از زنانی بود که توانستند در بریتانیا راه خود را به دانشگاه باز کنند و در آن ثبت نام نمایند. آن‌ها تحصیلات خود را در رشته پزشکی از سال ۱۸۶۹ میلادی در دانشگاه ادینبرو آغاز کردند و هرچند که ثبت نام این هفت تن در نهایت با حکم دادگاه لغو و از ادامه تحصیل منع شدند اما مبارزه‌ای که این زنان آغاز نمودند توجه زیادی را در سرتاسر بریتانیا برانگیخت و حامیان سرشناسی مانند چارلز داروین را به دست آورد. کارزار این هفت تن حق تحصیل زنان در دانشگاه را تبدیل به یک موضوع سیاسی ملی کرد که در نهایت منجر به تصویب قانون پزشکی ۱۸۷۶ شد که اجازه تحصیل در رشته پزشکی و طبابت در بریتانیا را به زنان می‌داد.

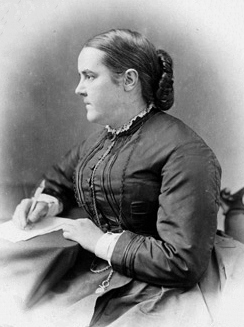
سوفیا جکس بلیک، رهبر گروه هفت تن ادینبرو

این گروه را هفت تن علیه ادینبرو نیز می‌خواندند که اشاره به افسانه هفت تن علیه تبس در افسانه‌های یونانی داشت. در طول سال‌های کارزار تعدادی از اعضا این گروه جدا شدند و افرادی نیز به آن پیوستند اما به صورت کلی این هفت نفر به عنوان هفت تن ادینبرو شناخته می‌شوند:
- سوفیا جکس بلیک
- ایزابل تهورن
- ادیت پیشی
- ماتیلدا چاپلین آیرتون
- هلن ایوانس
- ماری آدماسون اندرسون مارشال
- امیلی بوویل